# 家有兩個爸x2
是一部2017年美國聖誕喜劇片，由西恩·安德斯執導並與約翰·莫里斯共同撰寫劇本。電影主演包括威爾·法洛、馬克·華伯格、琳達·卡迪林尼、約翰·希南、梅爾·吉勃遜和約翰·李斯高。本片為2015年電影《家有兩個爸》的續集，而前集的红岩影片公司則不再參與製作。
該片由派拉蒙影業定於2017年11月10日在美國上映。

## 劇情
故事敘述在前集過後，身為繼父的布萊德和父親達斯帝打算在聖誕節給予孩子們一個美好的回憶；但在這之前，他們必須處理好彼此到訪的父親，以免即將發生的家庭鬧劇。

## 演員
- 威爾·法洛 飾 布萊德·魏特克
- 馬克·華伯格 飾 達斯帝·梅倫
- 琳達·卡迪林尼 飾 莎拉·魏特克
- 梅爾·吉勃遜 飾 寇特·梅倫
- 約翰·李斯高 飾 唐尼·魏特克
- 史嘉蕾·艾斯特韋茲 飾 梅根·梅倫
- 歐文·瓦卡羅 飾 狄倫·梅倫
- 約翰·希南 飾 羅傑
- 亞歷桑德拉·安布羅休 飾 凱倫
- 蒂蒂·寇斯丁 飾 阿德里安娜
- 切斯利·薩倫伯格 飾 他自己
- 連恩·尼遜 飾 他自己

## 製作
2016年4月，宣布在票房收入上獲利的《家有兩個爸》將推出續集，威爾·法洛和馬克·華伯格將會回歸主演，而西恩·安德斯與約翰·莫里斯仍會繼續分別擔任導演及編劇。2017年1月，宣布梅爾·吉勃遜和約翰·李斯高將會加入擔任主演。後來，琳達·卡迪林尼、約翰·希南、史嘉蕾·艾斯特韋茲、歐文·瓦卡羅都確認回歸出演自己的角色。

### 拍攝
主要攝影於2017年3月20日開始進行，其取景地包括麻薩諸塞州康科特和大巴靈頓。

## 發行
《家有兩個爸x2》的發行商為派拉蒙影業，並將電影定於2017年11月10日在美國上映。

### 票房
在美國和加拿大，《家有兩個爸x2》和《東方快車謀殺案》同天上映並競爭，並預估前者在首週末能從3575間戲院中開出約2000萬美元的票房。該片在上映首日賺了1070萬美元，這包括了週四在2500間戲院賺的150萬美元，該表現高於前集的120萬美元；《家有兩個爸x2》在美國首週末票房達3000萬美元的票房，位居當週票房排名第二，排於《雷神索爾3：諸神黃昏》（5700萬美元）。

### 反響
爛番茄專業影評基於110個評論僅給出19%低鮮度，觀眾評價平均為56%好壞參半分數。在Metacritic僅獲得了30分。據CinemaScore調查，觀眾的評價在A+至F間獲得了「A-」。

## 外部連結
- 互联网电影数据库（IMDb）上《家有兩個爸x2》的资料（英文）
- Box Office Mojo上《家有兩個爸x2》的資料（英文）
- 爛番茄上《家有兩個爸x2》的資料（英文）
- AllMovie上《家有兩個爸x2》的资料（英文）
- Metacritic上《家有兩個爸x2》的資料（英文）
- 開眼電影網上《家有兩個爸x2》的資料（繁體中文）
- 时光网上《家有兩個爸x2》的資料（简体中文）
- 豆瓣电影上《家有兩個爸x2》的資料 （简体中文）